# Nikifor Grigoriev
Nikifor Grigoriev (conhecido como Ataman Grigoriev; também como Matvei Grigoriev e Mikola Grigoriev), nascido em Nichipir Servetnik, cerca de 1885; morto em 27 de julho de 1919) foi em rebelde ucraniano líder do "Exército Verde" durante a Guerra Civil Russa.
Seu nome Nikifor, em ucraniano, é Nicéforo em português e significa "aquele que conduz à vitória" em grego.
Grigoriev era um oficial cossaco no exército imperial russo na região de Kherson. Durante a Primeira Guerra Mundial, Grigoriev foi condecorado com a medalha da Cruz de São Jorge por bravura. Após a Revolução Russa de 1917, ele apoiou o governo socialista da Rada Central government e foi promovido à patente de coronel.
Em abril de 1918, ele apoiou o golpe de Estado conservador liderado pelo Hetman Pavlo Skoropadsky e depois a revolta contra este liderada por Simon Petliura em novembro de 1918. No início de fevereiro de 1919, o Ataman Grigoriev mudou de lado novamente e se juntou ao Exército Vermelho dos bolcheviques contra os nacionalistas ucranianos e o Exército Branco. Grigoriev foi nomeado comandante da 6.ª Divisão Soviética Ucraniana e suas unidades de guerrilha baseadas nas cercanias de Kherson participaram da campanha do Exército Vermelho e da captura de Odessa, em abril de 1919. Os bolcheviques em seguinda protestaram contra o saque de Odessa pelas gangues de Grigoriev. Em maio, Grigoriev e sua unidade desertaram do Exército Vermelho e capturaram a cidade de Ielizavetgrado (atual Kropyvnytsky).
Grigoriev era conhecido por seu antissemitismo fervoroso e seus homens conduziram vários pogroms contra judeus locais em Ielizavetgrado, Tcherkassi e Kherson, regiões controladas por ele entre maio e junho de 1919. O levante de Grigoriev foi apoiado por certos camponeses ucranianos ultrajados pela política do comunismo de guerra dos bolcheviques (que incluía o confisco de alimentos de áreas rurais) e ao mesmo tempo eram hostis ao Movimento Branco (visto como apoiado por latifundiários cujas propriedades haviam sido tomadas pelos camponeses após 1917).
Em julho de 1919, depois de sofrer pesadas derrotas tanto para o Exército Vermelho de Vorochilov e Dibenko e para o Exército Branco de Denikin, Grigoriev fugiu para as áreas controladas pelos anarquistas do Exército Insurreto Revolucionário da Ucrânia de Nestor Makhno, e se ofereceu para combater ao lado deles. No entanto, Grigoriev era inaceitável para a "república" anarquista que não tinha nenhuma ideologia antissemita. Grigoriev foi preso e julgado em corte marcial, sentenciado à pena de morte e executado por Halyna Kuzmenko (esposa de Makhno) em 27 de julho de 1919.